# هايديكرايس
هايديكرايس («منطقة هيث») هي منطقة (أقضية) في سكسونيا السفلى، ألمانيا. ويحدها (من الشمال ومع عقارب الساعة) مقاطعات هاربورغ (Harburg (district)) ولونبورغ (Lüneburg (district)) وأويلتسن (Uelzen (district)) وتسيله وهانوفر ونينبورغ (Nienburg (district)) وفردن (Verden (district)) وروتنبورغ (Rotenburg (district)).

## روابط خارجية
- الموقع الرسمي (بالألمانية)

إحداثيات: 52°55′N 9°45′E / 52.92°N 9.75°E